# Sellafield
Sellafield er et industrielt anlæg i Storbritannien til oparbejdning af radionuklider til civile og militære formål. Anlægget er omstridt som følge af flere uheld og udslip af radioaktivt materiale. Den alvorligste ulykke var Windscale-ulykken i 1957.

## Historie
Sellafield ligger i Cumbria på vestkysten af England, ud imod Irske Hav. Med sin fjerntliggende og kystnære beliggenhed blev Sellafield valgt som et egnet sted til produktion af trotyl under Anden verdenskrig. I 1947 besluttede den britiske regering at udvikle egne atomvåben, og Sellafield blev da valgt som anlægssted for produktion af plutonium.
Plutonium af militær kvalitet kan produceres i en kernereaktor, som bruger et uranbaseret kernebrændsel. Dertil kræves et genvindingsanlæg for at udskille plutonium fra det brugte brændsel. Arbejdet med at bygge et sådant anlæg startede allerede i 1947, og de to første reaktorer til dette formål kom i produktion i henholdsvis 1950 og 1951. Reaktorerne, omtalt som Windscale Piles, brugte grafit som neutronmoderator og blev nedkølet med luft. Erfaringerne fra denne reaktortype var grundlaget for udviklingen af den kommercielle Magnox-reaktor, som i 1956 blev taget i brug i kernekraftværket Calder Hall. Dette kraftværk blev lagt ved siden af Windscale, på den anden side af floden Calder. Driften af Calder Hall blev også indrettet med tanke på produktion af plutonium, men fra 1964 blev kraftværket i hovedsagen drevet som et ordinært kommercielt kernekraftværk. Et totalt stop for produktion af plutonium til våbenformål ophørte først i 1995. I dag er både Windscale Piles og Calder Hall nedlagt og genstand for dekommissionering.
Sellafield omfatter i dag reprocesseringsanlæggene "THORP" (Thermal Oxide Reprocssing Plant) og "Magnox nuclear fuel reprocessing plant", samt et anlæg til at håndtere radioaktivt affald. Forskningslaboratoriet til Storbritanniens National Nuclear Laboratory er også lokaliseret på stedet.
Et reprocesseringsanlæg separerer uran, plutonium og diverse fissionsprodukter fra brugt kernebrændsel. Udskilt uran kan bruges til fremstilling af nyt kernebrændsel. Plutoniummet indgår i produktion af MOX-brændsel, som kan bruges i enkelte termiske kernereaktorer. Alternativt kan plutonium bruges som kernebrændsel i hurtigreaktorer.

## Hændelser
I anlæggets indledende fase blev der, som følge av de kemiske processer, som blev benyttet på den tid, gjort flere kontrollerede udslip av lavaktivt materiale til Irske Hav. Senere blev disse udslip håndteret på land. Som følge af disse udslip er både fisk og kvæg i området blevet forurenet med plutonium (²³⁹Pu) og cæsium (¹³⁷Cs). Der er også konstateret forekomster af den langlivede isotop ⁹⁹Tc (technetium), som bliver dannet i reprocesseringsanlægget.
Sellafield har siden 1950 været hjemsøgt af en række alvorlige hændelser, som i mange tilfælde har medført ukontrollerede udslip af radioaktivt materiale til omgivelserne. Klassificeringen af hændelserne på INES-skalaen har ligget på niveauer mellem 3 og 5. Denne historik har gjort anlægget meget omstridt og skabt tvivl om, hvorvidt sikkerheds- og ledelseskulturen holder et tilfredsstillende niveau.
Den alvorligste hændelse var Windscale-ulykken i 1957, hvor der udbrød brand i reaktor 1 i Windscale Piles. Branden førte til spredning af radioaktivt materiale, og med en klassificering på 5 på INES-skalaen blev ulykken regnet som den alvorligste kernekraftulykke før Tjernobylulykken.
I 2005 blev det opdaget, at 83.000 liter med radioaktivt, flydende affald var blevet lækket fra et sprunget rør i THORP-anlægget. Det radioaktive affald blev fanget ind af en afløbskumme, som var anlagt for at indfange lækager. Lækagen var antagelig startet otte måneder tidligere, da det allerede i august 2004 blev afdækket, at der ikke var overensstemmelse mellem det, som gik ind og ud af THORP-anlægget. Som følge af, at afløbskummen tog hånd om affaldet, kom der ingen radioaktiv lækage til omgivelserne, ingen blev heller skadet, men på grund af de store mængder af radioaktivt materiale, som var på afveje, blev hændelsen klassificeret til 3 på INES-skalaen. THORP-anlægget blev lukket som følge av hændelsen, men blev startet op igen i 2007.